# Cresera intermedia
Cresera intermedia là một loài bướm đêm thuộc phân họ Arctiinae, họ Erebidae.